# 王凯蒂
王凯蒂（1985年11月7日—），台灣演员及主持人。畢業於美國帕森設計學院。

## 音乐作品

### 音乐原声带
- 《爱的路上千万里》，收錄於《狂爱龙卷风》电影原声带

## 影视作品

### 电视剧
- 《愛在星光燦爛時》
- 《愛情魔戒》
- 《香草戀人舘》飾 林育真
- 《恶魔在身边》飾 刘美蒂
- 《原來愛.就是甜蜜》飾 Rebecca
- 《愛情女僕》飾魏佳慧(蔚藍)
- 《就是要你愛上我》飾 梁凱特
- 《愛上兩個我》飾 徐妙妙

### 電影
- 《夏日的么么茶》饰 游柚
- 《瑪德二號》饰女秘書
- 《請愛我的女朋友》饰 珊兒

### 音乐录影带(MV)
- 王力宏 - 《你不在》MV女主角
- 孙楠《化学效应》MV女主角
- 李玖哲《解脫》MV女主角
- 丁噹《平凡相依》MV女主角

## 节目主持
- MTV
  - 《MTV封神榜》
  - 《東洋大人氣》
  - 《NEWS 99》
  - 《Chit Chat》
  - 《STYLE》
  - 《爆紅風向球》
  - 《日韓封神榜》
  - 《台灣一百潮》
  - 《MTV封神榜演唱會》